# Crioesfinge

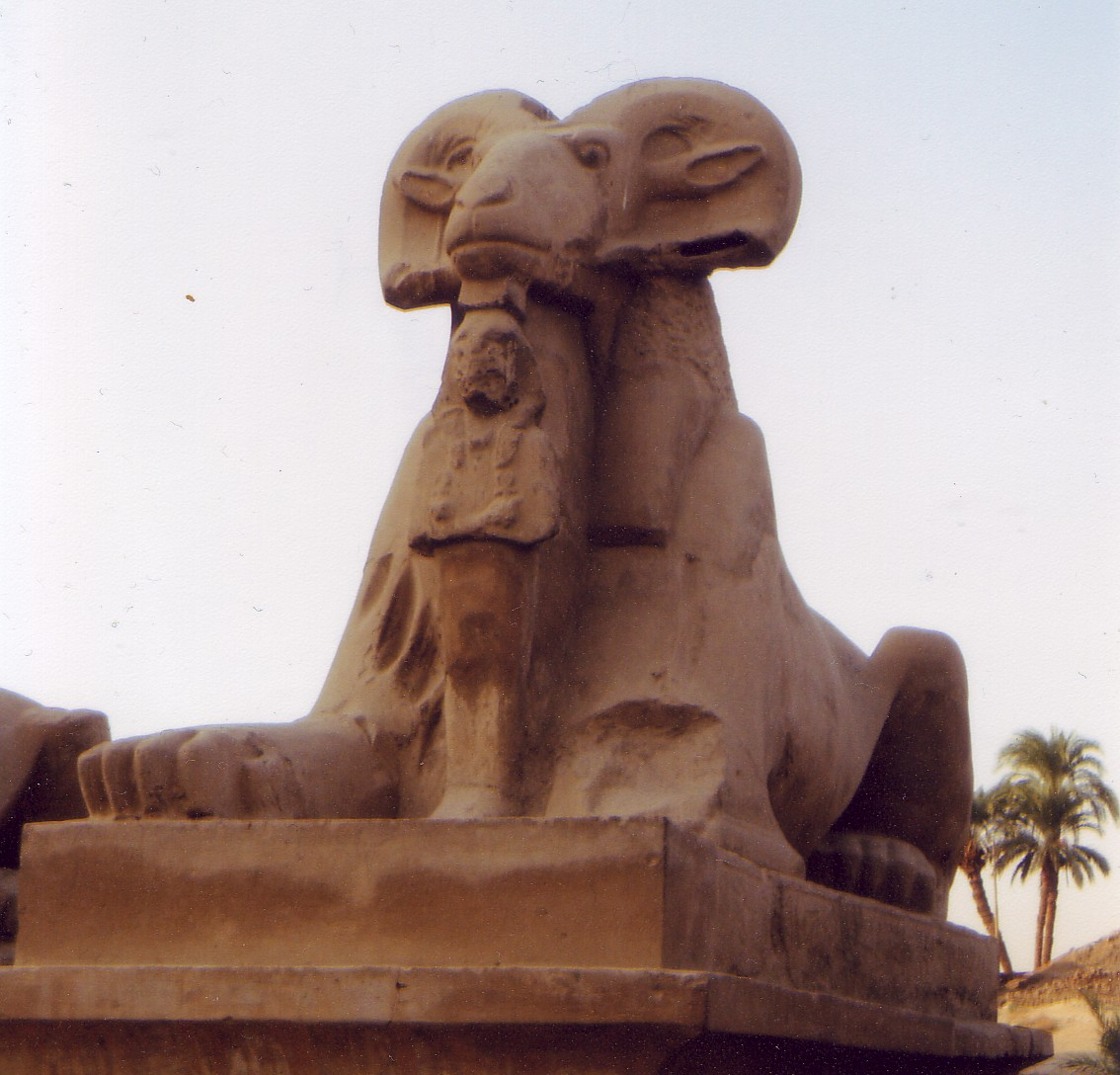
Una de las esfinges con cabeza de carnero colocadas a la entrada del Gran Templo de Amón

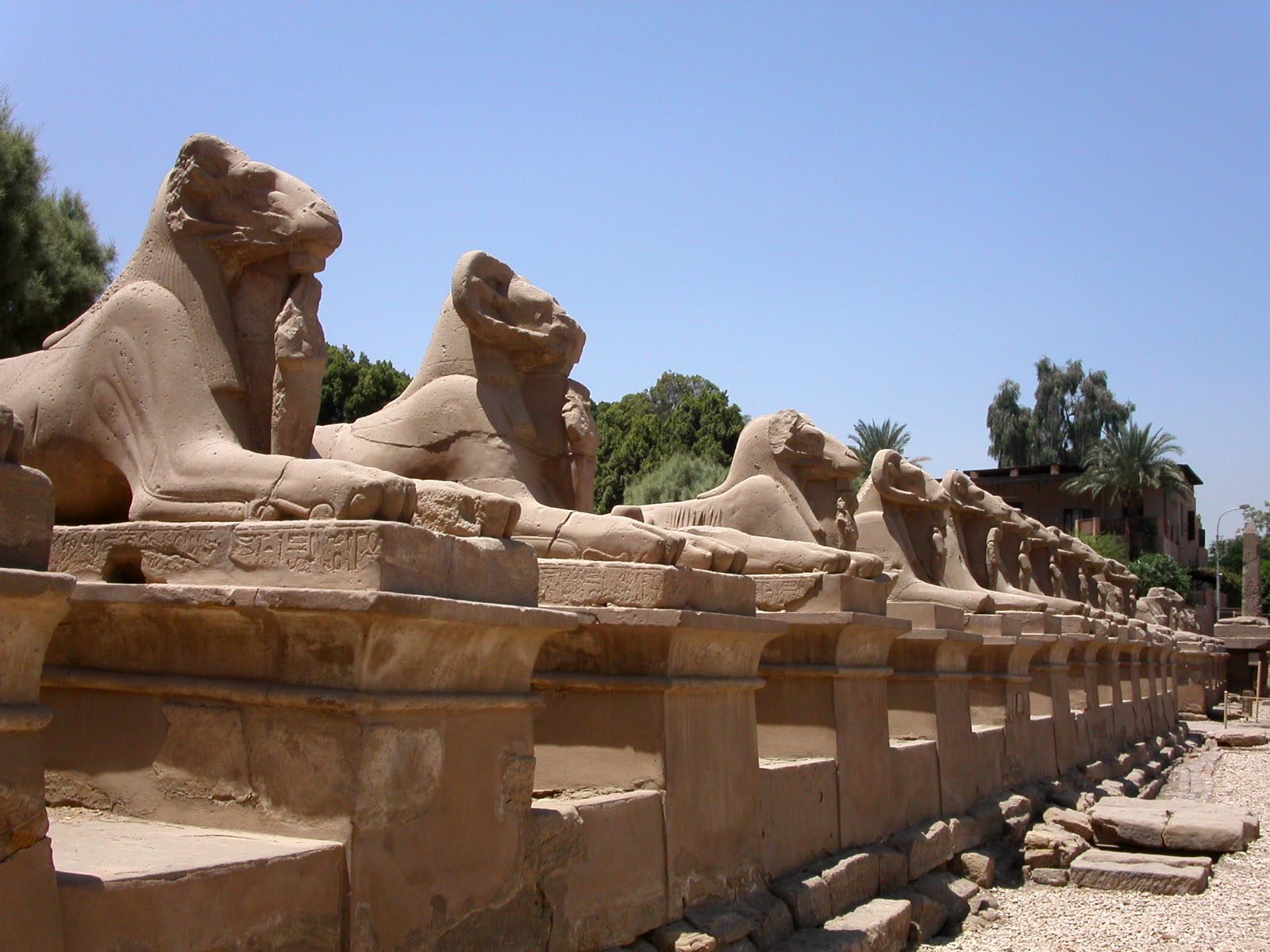
Fila de crioesfinges delante del templo de Luxor

La crioesfinge es un ser mítico muy presente en la escultura egipcia. Es un león con cabeza de carnero, a veces con tocado. En el Antiguo Egipto simbolizaba el poder físico y la energía fecundante del dios Amon-Ra, ya que unía la fuerza del león y el ardor de los carneros.
El nombre "crioesfinge" fue acuñado por Heródoto después de ver las esfinges egipcias con cabeza de carnero.
Las crioesfinges son las estatuas que se encuentran en fila frente al templo de Luxor (antigua Tebas), y en los dromos de los templos dedicados a Amón presentes en Karnak y Napata.

## En la cultura moderna
La figura de la criosfinge se usó para el interior del álbum de Iced Earth Something Wicked This Way Comes.
La crioesfinge aparece también en una de las carta del juego Yu-Gi-Oh!.